# Samorząd Regionu Gederot
Samorząd Regionu Gederot (hebr. מועצה אזורית אלונה) – samorząd regionu położony w Dystrykcie Centralnym, w Izraelu.
Samorządowi podlegają osady rolnicze położone w rejonie miast Jawne, Gedera i Aszdod.

## Osiedla
Na terenach o powierzchni 13 km² mieszka około 4200 ludzi. Znajduje się tutaj 7 moszawów.

### Moszawy
| - Aseret - Gan ha-Darom - Kefar Awiw - Kefar Mordechaj | - Meszar - Misgaw Dow - Szedema |